# Alessandra di Rudini

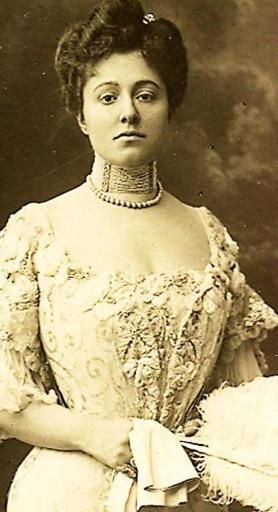
Alessandra di Rudini

 Alessandra di Rudini  (auch: Marie-de-Jésus; * 5. Oktober 1876 in Neapel; † 2. Januar 1931 in Genf) war eine italienische Karmelitin und Priorin, die überwiegend in Frankreich wirkte.

## Leben und Werk

### Herkunft und Kindheit
Alessandra Carlotti di Rudini (auch: di Rudini Carlotti) wurde als Tochter des sizilianischen Großgrundbesitzers und späteren Ministerpräsidenten Italiens Antonio Starabba di Rudinì in Neapel geboren. Sie wuchs in Beinette bei Cuneo und in Pachino (Sizilien) in großer Freiheit auf und wurde leidenschaftliche Reiterin. Ihre Mutter, Marie de Barral de Montauvrard, war kränklich und nahm wenig erzieherischen Einfluss. Prägend war für sie die energische Persönlichkeit des Vaters, der bereits mit 25 Jahren Bürgermeister von Palermo gewesen war.

### Erziehung und Repräsentationspflichten
Im Alter von zehn Jahren kam sie in ein katholisches Institut in Rom, erwies sich dort aber als zu turbulent und wechselte in das exklusive Mädchenpensionat Villa Medici Poggio Imperiale in Florenz, wo Erzieher von Rang ihre geistigen Anlagen zu fördern wussten. Mit 16 Jahren holte der inzwischen Ministerpräsident gewordene Vater sie 1892 nach Rom und übertrug ihr statt der Mutter, die Anfang 1896 im Alter von 40 Jahren starb, die Pflichten der Dame des Hauses und nahm sie viel auf Reisen mit. So kam sie früh mit bedeutenden Persönlichkeiten in Berührung, unter anderem mit Kaiser Wilhelm II. auf dessen Staatsyacht Hohenzollern.

### Mutter und Witwe
1894 heiratete sie den Venezianer Marcello Carlotti da Garda, Marchese di Riparbella (1866–1900), Sohn des Bürgermeisters von Verona, und lebte auf dessen Besitztum in Garda. Aus der Ehe gingen zwei Söhne hervor. Ihr Mann starb 1900 nach langer Krankheit. Sie war mit 23 Jahren Witwe.

### Marokkoreise, Theologie und Repräsentation
Im Winter 1900–1901 machte sie mit einer englischen Freundin eine Reise durch Marokko, die in ihr eine religiöse Sehnsucht weckte. Der konsultierte Kardinal François-Désiré Mathieu stellte für sie ein Studienprogramm auf, und sie erwarb sich ab November 1901 in Garda im Selbststudium ein weitgespanntes theologisches Wissen, dort begleitet von Kardinal Bartolomeo Bacilieri. Zwar unterwarf sie sich im Februar 1902 der ihr bislang verhassten Beichte und ging kommunizieren, doch war diese Bekehrung nicht von Dauer. Sie nahm ihren offiziellen Platz an der Seite ihres Vaters wieder ein und kam mit Émile Zola, Anatole France, Zar Nikolaus II. und anderen Persönlichkeiten zusammen.

### Geliebte D’Annunzios
Am 12. November 1903 war der 40-jährige Dichter Gabriele D’Annunzio Brautzeuge bei der Hochzeit von Alessandras Bruder Carlo und warf ein Auge auf die junge Witwe. Nach einigem Widerstreben gesellte sie sich im Mai 1904 in seiner Villa La Capponcina in Settignano bei Florenz zu ihm, gegen den Willen von Vater und Bruder und trotz ihrer Mutterpflichten. D’Annunzio nannte sie in Briefen an seinen französischen Übersetzer  « une créature saine et forte, douée d’une extraordinaire fraîcheur intérieure, et qui unit le goût de la vie sauvage à une rare culture » (eine gesunde und starke Natur, mit außerordentlicher innerer Frische begabt, die den Gefallen an einem wilden Leben mit einer seltenen Gebildetheit verbindet).
Im Frühjahr 1905 wurde sie lebensgefährlich krank, die Kirche verweigerte ihr die Sakramente und sie wurde sich der Tatsache bewusst, dass D’Annunzio nicht die Absicht hatte, sie zu heiraten. Die Behandlung der Krankheit machte sie vorübergehend morphiumsüchtig. Nach dreieinhalb Jahren mit D’Annunzio trennte sie sich Ende Dezember 1906 von ihm und schloss sich in Garda ein.

### Berufung in Lourdes
Aus dem intensiven Briefverkehr mit ihrem geistlichen Beistand Don Francesco Serenelli ergibt sich, dass sie sich wieder der Religion zuwandte, im Frühjahr 1908 in Mailand Exerzitien machte und sich ansonsten ihren Mutterpflichten widmete. Im August 1908 starb ihr Vater. In dieser Zeit wurde ein Franzose wichtig, den sie für die Erziehung ihrer Söhne in Garda angestellt hatte, der Abbé Gaston Gorel (1869–1937). Er empfahl ihr eine Reise nach Lourdes und begleitete sie geistlich an Ort und Stelle, wo er Aushilfsgeistlicher des Karmelitinnenklosters war, vom 2. bis 6. August 1910. Von diesem Aufenthalt ging ihre Berufung aus. Von nun an strebte sie nach einem geweihten Leben.

### Karmelitin in Paray-le-Monial
Im Juli 1911 reiste sie, wieder auf Empfehlung Gorels, nach Paray-le-Monial in das Kloster der Karmelitinnen unter Oberin Marie-de-Jésus Mercier (1853–1917), die sich bereit zeigte, sie aufzunehmen. Am 28. Oktober 1911 wurde sie mit 35 Jahren eingekleidet und nahm denselben Ordensnamen wie ihre Oberin an, Marie-de-Jésus, ein Name, der bei den Karmelitinnen Tradition hat.
Im Herbst 1912 unterbrach sie die Klausur, um ihren an Tuberkulose erkrankten Sohn Andrea in der Schweiz in einem Sanatorium unterzubringen. Im April 1913 begleitete sie das qualvolle Sterben einer Mitschwester. Von einer anderen Mitschwester wurde sie bei Bischof Henri-Raymond Villard von Autun lügnerisch denunziert. Daraufhin bezichtigte sie sich im Kapitel in Gegenwart des Bischofs aller ihr fälschlich vorgeworfenen Fehler, um den Skandal aus der Welt zu schaffen, der darin bestand, dass es einer Mitschwester ihr gegenüber an christlicher Liebe gefehlt hatte. Im Mai 1914 wurde sie Novizenmeisterin. Im Juni 1916 erfuhr sie den Tod ihres Sohnes Andrea. Im November desselben Jahres starb ihr Sohn Antonio ebenfalls an Lungenentzündung. Im März 1917 starb die von ihr hoch geachtete und innig geliebte Priorin Marie de Jésus Mercier. Daraufhin wurde sie am 1. Juni 1917 mit Ausnahmegenehmigung (nach erst fünf Jahren Klausur) zur Oberin des Klosters ernannt.

### Priorin und Klostergründerin
1919 wurde sie von Erzbischof Jean Arthur Chollet von Cambrai um eine Gründung in Valenciennes gebeten. Nach Überwindung aller Schwierigkeiten kam es 1924 zur Gründung.
Nachdem Kardinal Léon-Adolphe Amette bereits 1914 gegenüber ihrer Vorgängerin den Wunsch nach einem Karmelitinnenkloster bei der Basilika Sacré-Coeur in Paris ausgesprochen hatte, konnte die Oberin im Juli 1918 nach Paris reisen und die Planungen in Gang setzen, es dauerte aber bis zum Mai 1928, bevor das Karmelitinnenkloster Paris-Montmartre wirklich gegründet wurde und sich die ersten Nonnen behelfsmäßig einquartieren konnten.
Am meisten am Herzen lag der Oberin die Gründung eines Gebirgs-Karmel. Das Projekt wurde realisierbar, als Bischof Florent-Michel-Marie-Joseph du Bois de la Villerabel von Annecy auf die seit 1901 leerstehende Kartause Le Reposoir südwestlich Cluses hinwies und die Oberin im August 1922 mit eigenen Mitteln den Ankauf tätigen konnte. Allerdings waren die Gebäude in sehr schlechtem Zustand, sodass sie trotz zahlreicher Reisen an den Ort den endgültigen Bezug des Klosters nicht mehr erlebte.

### Tod
Die Gesundheit der Oberin war seit Jahren zerrüttet. Trotzdem reiste sie unter großen Beschwerden regelmäßig zu ihren drei Neugründungen. Am 20. November 1930 wurde sie in Le Reposoir notoperiert, kam dann in eine Genfer Klinik und starb dort nach drei weiteren Operationen am 2. Januar 1931 im Alter von 54 Jahren. Vier Monate vor ihrem Tod schrieb sie: « Je crois qu’il faut ramasser nos forces pour servir jusqu’au bout. […] Si Notre-Seigneur daigne se servir de nous, travailler, aimer, servir, humblement, jusqu’à la fin, jusqu’à l’entrée dans le Royaume » (Ich glaube wir müssen all unsere Kräfte zusammenraffen bis zum Ende. […] Wenn es Gott gefällt, sich unserer zu bedienen, müssen wir demütig arbeiten, lieben, dienen bis zum Schluss, bis zum Eintritt ins Himmelreich).